# رحیم‌آباد (راسک، دو)
رحیم‌آباد روستایی در دهستان مورتان بخش پارود شهرستان راسک استان سیستان و بلوچستان ایران است.

## جمعیت
بر پایه سرشماری عمومی نفوس و مسکن در سال ۱۳۹۵ جمعیت این روستا ۲۸۲ نفر (۱۳۶خانوار) بوده‌است.